# Carrying Your Love with Me
Carrying Your Love with Me è il sedicesimo album in studio del cantante di musica country statunitense George Strait, pubblicato nel 1997.

## Tracce
1. Round About Way (Steve Dean, Wil Nance) – 3:05
2. Carrying Your Love with Me (Jeff Stevens, Steve Bogard) – 3:50
3. One Night at a Time (Roger Cook, Eddie Kilgallon, Earl Bud Lee) – 3:49
4. She'll Leave You with a Smile (Jackson Leap) – 3:06
5. Won't You Come Home (And Talk to a Stranger) (Wayne Kemp) – 2:49
6. Today My World Slipped Away (Mark Wright, Vern Gosdin) – 3:14
7. I've Got a Funny Feeling (Harlan Howard, Leap) – 3:00
8. The Nerve (Bobby Braddock) – 4:06
9. That's Me (Every Chance I Get) (Mark D. Sanders, Ed Hill) – 2:16
10. A Real Good Place to Start (Dean Dillon, Gary Nicholson) – 3:53